# Untriseptio

Visualizzazione 3D dell'isola di stabilità teorica intorno a N=178 e Z=118

L'Untriseptio (simbolo Uts) è l'ipotetico elemento numero 137 della tavola periodica degli elementi estesa, talvolta chiamato anche Feynmanio (simbolo Fy) in quanto studiato dal fisico Richard Feynman.
L'importanza di questo elemento è dovuta al fatto che dall'equazione relativistica di Dirac nei problemi con gli orbitali:
{\displaystyle E=mc^{2}{\sqrt {1-Z^{2}\alpha ^{2}}}}
valori con Z > 1/α = 137 non possono esistere, quindi la tavola periodica degli elementi basata sugli orbitali si blocca in questo punto.
Il nome è stato assegnato dall'Unione internazionale di chimica pura e applicata (IUPAC) sulla base delle teorie ipotizzate e formulate da Glenn Seaborg e in seguito da Pekka Pyykkö. 
L'elemento appartiene alla serie di elementi transuranici metallici chiamata Superattinidi.